# Mycomya cramptoni
Mycomya cramptoni är en tvåvingeart som beskrevs av Coher 1950. Mycomya cramptoni ingår i släktet Mycomya och familjen svampmyggor. Inga underarter finns listade i Catalogue of Life.